# 波皮夫卡 (卡尼夫區)
49°35′35″N 31°20′25″E / 49.59306°N 31.34028°E
波皮夫卡（烏克蘭語：Попівка）是位於烏克蘭中部的村莊，由切爾卡瑟州切爾卡瑟區的斯泰潘齊市鎮負責管轄。該村面積1.66平方公里，海拔高度140米，2001年人口288，人口密度每平方公里173人。